# Élections législatives niuéennes de 1996
Des élections législatives ont lieu à Niué le 16 février 1996.

## Système politique et électoral
Pays composé d'une unique île polynésienne, Niué est un État de facto indépendant, en libre association avec la Nouvelle-Zélande, qui conserve de jure la souveraineté sur l'île. En pratique, il n'y a pas d'ingérence néo-zélandaise dans les affaires niuéennes. Niué est une démocratie parlementaire fondée sur le modèle de Westminster.
Le Fono Ekepule est un parlement monocaméral composé de 20 députés élus pour trois ans selon un mode de scrutin mixte. Le pays compte quatorze circonscriptions électorales, élisant chacune un député. Chaque village niuéen correspond à une circonscription, à l'exception de la capitale, Alofi, qui est scindée en deux d'entre elles. Pour ces quatorze sièges, l'élection s'effectue au scrutin uninominal majoritaire à un tour, hérité du modèle britannique. Pour l'attribution des six autres sièges, les électeurs (soit tout résident permanent âgé d'au moins 18 ans) sélectionnent six noms parmi une liste de candidats. Ces sièges sont ainsi attribués via un mode de scrutin plurinominal majoritaire à un tour : les six candidats ayant reçu le plus de voix sont élus.

## Contexte
Les élections précédentes en 1993 ont conduit à la première alternance politique de l'histoire du pays. Toutefois, depuis la défection en novembre 1994 de l'ancien ministre des Finances Sani Lakatani, qui a quitté la majorité parlementaire et rejoint l'opposition, le gouvernement de Frank Lui ne dispose plus de la majorité absolue des sièges au Fono ; le gouvernement et l'opposition y ont dix sièges chacun. En l'absence de majorité alternative, Frank Lui a pu rester à la tête d'un gouvernement minoritaire,. 

## Candidatures et campagne électorale
Les élections de 1996 sont inhabituelles, en ce que l'opposition s'est formellement constituée en un Parti du peuple niuéen, mené par Young Vivian, tandis que le Premier ministre Frank Lui maintient que le pays n'a pas besoin de partis politiques. Ainsi, le PPN mène campagne en tant que parti, à la radio, à la télévision et dans le Niue Star, le seul journal du pays, ainsi qu'à travers des meetings de campagne dans tous le pays où sont distribués « des t-shirts et des chapeaux du parti ». À l'inverse, les députés du gouvernement sortant font chacun campagne individuellement, y compris le Premier ministre qui mène sa campagne uniquement dans sa propre circonscription d'Alofi-nord.
Il y a vingt-quatre candidats -autant qu'en 1993- pour les six sièges pourvus au scrutin national, et 1 259 citoyens inscrits sur les listes électorales. Dans quatre circonscriptions, il y a un seul candidat, qui est ainsi réélu sans vote ; ceci garantit deux sièges pour les partisans du gouvernement sortant (à Vaiea et à Namukulu), et deux pour l'opposition sortante (à Hakupu et à Liku). Deux députés sortants ne se représentent pas (Ikifotu Manamana, du PPN, à Tamakautoga, et Uluvili Tohovaka, du PPN également, à Makefu).

## Résultats
Les résultats sont les suivants.

### Scrutin national
| Candidat                  | Parti | Parti        | Voix | % | Résultat | Remarques                                                                                         |
| ------------------------- | ----- | ------------ | ---- | - | -------- | ------------------------------------------------------------------------------------------------- |
| Terry Coe                 |       | gouvernement | 549  |   | réélu    | Obtient le plus grand nombre de voix. Ministre sortant des Finances. Seul député non-autochtone.  |
| O'love Jacobsen           |       | gouvernement |      |   | réélue   | Obtient le 2e plus grand nombre de voix. Ministre sortante.                                       |
| Poni Kapaga               |       | gouvernement |      |   | réélu    | Obtient le 3e plus grand nombre de voix.                                                          |
| Toeono Togatule           |       | PPN          |      |   | élu      | Obtient le 4e plus grand nombre de voix. Première élection. Ancien directeur des travaux publics. |
| Michael Jackson           |       | PPN          | 386  |   | réélu    | 5e. Journaliste.                                                                                  |
| Sani Lakatani             |       | PPN          |      |   | réélu    | 6e                                                                                                |
| dix-huit autres candidats |       |              |      |   |          |                                                                                                   |
|                           |       |              |      |   |          |                                                                                                   |
| Total des voix            |       | 100          | -    |   |          |                                                                                                   |
|                           |       |              |      |   |          |                                                                                                   |
| Suffrages exprimés        |       |              |      |   |          |                                                                                                   |
| Votes blancs et nuls      |       |              |      |   |          |                                                                                                   |
| Total des votants         |       | 100          |      |   |          |                                                                                                   |
| Abstention                |       |              |      |   |          |                                                                                                   |
| Inscrits/Participation    |       |              |      |   |          |                                                                                                   |

### Par circonscription
| Circonscription      | Candidat              | Parti        | Parti            | Votes | %                                               | Résultat                    |
| -------------------- | --------------------- | ------------ | ---------------- | ----- | ----------------------------------------------- | --------------------------- |
|                      |                       |              |                  |       |                                                 |                             |
| Alofi-nord           | Frank Lui             |              | gouvernement     |       |                                                 | réélu                       |
| Alofi-nord           | un autre candidat     |              | PPN              |       |                                                 |                             |
| Alofi-nord           | Votes blancs ou nuls  | -            |                  |       |                                                 |                             |
| Alofi-nord           | Total                 |              | 100              |       |                                                 |                             |
|                      |                       |              |                  |       |                                                 |                             |
| Alofi-sud            |                       |              |                  |       |                                                 |                             |
| Robert Rex Junior    |                       | indépendant  |                  |       | élu (avait été élu au scrutin national en 1993) |                             |
| Tukala Hekau         |                       | gouvernement |                  |       | sortant battu                                   |                             |
| Votes blancs ou nuls |                       |              |                  |       |                                                 |                             |
| Total                |                       | 100          |                  |       |                                                 |                             |
|                      |                       |              |                  |       |                                                 |                             |
| Avatele              | Aokuso Pavihi         |              | gouvernement     |       |                                                 | réélu (ministre sortant)    |
| Avatele              | un autre candidat     |              | PPN              |       |                                                 |                             |
| Avatele              | Votes blancs ou nuls  |              | –                |       |                                                 |                             |
| Avatele              | Total                 |              | 100              |       |                                                 |                             |
|                      |                       |              |                  |       |                                                 |                             |
| Hakupu               | Young Vivian          |              | PPN              |       |                                                 | reconduit (sans adversaire) |
| Hakupu               | autre(s) candidat(s)  |              |                  |       |                                                 |                             |
| Hakupu               | Votes blancs ou nuls  |              |                  |       |                                                 |                             |
| Hakupu               | Total                 |              |                  |       |                                                 |                             |
|                      |                       |              |                  |       |                                                 |                             |
| Hikutavake           | Opili Talafasi        |              | PPN              | 20    |                                                 | réélu (au tirage au sort)   |
| Hikutavake           | Lagaloga Mitikose     |              | pro-gouvernement | 20    |                                                 |                             |
| Hikutavake           | Salapiga Tutakitoa    |              | indépendante     |       |                                                 |                             |
| Hikutavake           | Votes blancs ou nuls  |              | –                |       |                                                 |                             |
| Total                |                       | 100          |                  |       |                                                 |                             |
|                      |                       |              |                  |       |                                                 |                             |
| Lakepa               | John Tiakia           |              | pro-gouvernement |       |                                                 | élu                         |
| Lakepa               | deux autres candidats |              | dont un du PPN   |       |                                                 |                             |
| Lakepa               | Votes blancs ou nuls  |              | –                |       |                                                 |                             |
| Lakepa               | Total                 |              | 100              |       |                                                 |                             |
|                      |                       |              |                  |       |                                                 |                             |
| Liku                 | Pokotoa Sipeli        |              | PPN              |       |                                                 | reconduit (sans adversaire) |
| Liku                 | Votes blancs ou nuls  |              | –                |       |                                                 |                             |
| Liku                 | Total                 |              |                  |       |                                                 |                             |
| Liku                 |                       |              |                  |       |                                                 |                             |
| Makefu               | Ataloma Misihepi      |              | pro-gouvernement |       |                                                 | élu                         |
| Makefu               | candidat du PPN       |              | PPN              |       |                                                 |                             |
| Makefu               | Stafford Guest        |              | indépendant      |       |                                                 |                             |
| Makefu               | Votes blancs ou nuls  |              | –                |       |                                                 |                             |
| Total                |                       | 100          |                  |       |                                                 |                             |
|                      |                       |              |                  |       |                                                 |                             |
| Mutalau              | Hafe Vilitama         |              | pro-gouvernement |       |                                                 | réélu                       |
| Mutalau              | un autre candidat     |              | PPN              |       |                                                 |                             |
| Mutalau              | Votes blancs ou nuls  |              |                  |       |                                                 |                             |
| Mutalau              | Total                 |              |                  |       |                                                 |                             |
|                      |                       |              |                  |       |                                                 |                             |
| Namukulu             | Jack Lipitoa          |              | pro-gouvernement |       |                                                 | reconduit (sans adversaire) |
| Namukulu             | Votes blancs ou nuls  |              |                  |       |                                                 |                             |
| Namukulu             | Total                 |              |                  |       |                                                 |                             |
| Namukulu             |                       |              |                  |       |                                                 |                             |
| Tamakautoga          | Umuti Makani          |              | pro-gouvernement |       |                                                 | réélu                       |
| Tamakautoga          | un autre candidat     |              | PPN              |       |                                                 |                             |
| Tamakautoga          | Votes blancs ou nuls  |              | –                |       |                                                 |                             |
| Tamakautoga          | Total                 |              | 100              |       |                                                 |                             |
|                      |                       |              |                  |       |                                                 |                             |
| Toi                  | Dion Taufitu          |              | PPN              |       |                                                 | réélu                       |
| Toi                  | un autre candidat     |              | pro-gouvernement |       |                                                 |                             |
| Toi                  | Votes blancs ou nuls  |              |                  |       |                                                 |                             |
| Toi                  | Total                 |              | 100              |       |                                                 |                             |
|                      |                       |              |                  |       |                                                 |                             |
| Tuapa                | Fisa Pihigia          |              | PPN              |       |                                                 | réélu                       |
| Tuapa                | un autre candidat     |              | pro-gouvernement |       |                                                 |                             |
| Tuapa                | Votes blancs ou nuls  |              |                  |       |                                                 |                             |
| Tuapa                | Total                 |              | 100              |       |                                                 |                             |
|                      |                       |              |                  |       |                                                 |                             |
| Vaiea                | Talaititama Talaiti   |              | pro-gouvernement |       |                                                 | réélu                       |
| Vaiea                | un autre candidat     |              | PPN              |       |                                                 |                             |
| Vaiea                | Votes blancs ou nuls  |              |                  |       |                                                 |                             |
| Total                |                       | -            |                  |       |                                                 |                             |

## Formation du gouvernement
Lors de la première séance de l'assemblée, John Funaki, candidat présenté par le gouvernement, est élu président du parlement, avec onze voix contre neuf pour le président sortant Sam Tagelagi, en poste depuis vingt-trois ans. Les députés réélisent ensuite Frank Lui Premier ministre, avec onze voix contre neuf pour le candidat surprise du PPN, Robert Rex Junior, qui était entré au Parlement comme député indépendant. Après des mois d'impasse, le gouvernement dispose ainsi d'une majorité absolue pour gouverner. 